# 庫圖布迪亞烏帕齊拉
庫圖布迪亞乌帕齐拉是孟加拉国科克斯巴扎爾縣的一个乌帕齐拉，位於吉大港专区的科克斯巴扎爾縣。。

## 人口
據1991年孟加拉國人口普查，庫圖布迪亞共有戶數58,463戶，人口125,279人。其中男性佔比51.00%，女性佔比49.00%；成年人口61,755人。該地7歲以上人口之平均識字率為24.1%，低於全國平均值（32.4%）。